# Monselice
Monselice är en ort och kommun i provinsen Padova i regionen Veneto i Italien. Kommunen hade 17 501 invånare (2018).